# Masaki Suda
Taishō Sugō (菅生 大将 Sugō Taishō?,  Minō, Prefectura de Osaka, Japón, 21 de febrero de 1993), mejor conocido bajo su nombre artístico de Masaki Suda (菅田 将暉 Suda Masaki?), es un actor y cantante japonés. Debutó como actor en la serie de televisión Kamen Rider W en el papel de Philip. 
En 2016, Suda ganó el GQ Men of the Year Award. Es un actor prolífico, habiendo aparecido en más de cincuenta películas y series de televisión en apenas nueve años de carrera, junto con sus numerosos anuncios comerciales. El 17 de agosto de 2018, Suda lanzó el sencillo Long Hope Philia.

## Filmografía

### Televisión
| Año  | Título                                                 | Personaje                 | Notas              |
| ---- | ------------------------------------------------------ | ------------------------- | ------------------ |
| 2009 | Kamen Rider W                                          | Philip/Kamen Rider Double | Papel principal    |
| 2010 | Hammer Session!                                        | Yōhei Sakamoto            |                    |
| 2010 | Veterinarian Dolittle                                  | Junpei Domon              |                    |
| 2011 | Taisetsu na Koto wa Subete Kimi ga Oshiete Kureta      | Naoki Hiraoka             |                    |
| 2011 | Don Quixote                                            | Kazuya Akashi             |                    |
| 2011 | Runaway: Aisuru Kimi no Tame ni                        | Shun Kagami               |                    |
| 2012 | Rich Man, Poor Woman                                   | Takahiro Sakai            |                    |
| 2012 | Honto ni Atta Kowai Hanashi 2012 Aru Natsu no Dekigoto |                           |                    |
| 2012 | Resident - 5-nin no Kenshūi                            | Hashimoto Ryōji           |                    |
| 2012 | Akutou                                                 |                           |                    |
| 2013 | Nakuna, Hara-chan                                      | Hiroshi                   |                    |
| 2013 | 35-sai no Koukousei                                    | Masamitsu Tsuchiya        |                    |
| 2014 | Gochisōsan                                             | Taisuke Nishikado         |                    |
| 2014 | Shinigami-kun                                          | Akuma                     |                    |
| 2015 | Mondai no Aru Restaurant                               | Daichi Hoshino            |                    |
| 2015 | Kageriyuku Natsu                                       | Shunji Mutō               |                    |
| 2015 | Chanpon Tabetaka                                       | Masashi Sano              |                    |
| 2015 | Tamiō                                                  | Shō Mutō                  |                    |
| 2016 | Jimi ni Sugoi! Kōetsu Girl: Kouno Etsuko               | Yukito Orihara            | Papel secundario   |
| 2016 | Death Note: New Generation                             | Yūki Shien                |                    |
| 2017 | Onna jōshu Naotora                                     | Ii Naomasa                | Drama taiga        |
| 2018 | Todome no Kiss                                         | Harumi Kazunori           |                    |
| 2022 | Mistery to Iunakare                                    | Kuno Totono               | Papel principal    |
| 2024 | Parasyte: los grises                                   | Shinichi Izumi            | Aparición especial |

### Películas
| Año  | Título                                                            | Personaje                                          | Notas                                       |
| ---- | ----------------------------------------------------------------- | -------------------------------------------------- | ------------------------------------------- |
| 2009 | Kamen Rider Decade: All Riders vs. Dai-Shocker                    | Kamen Rider Double                                 | Cameo, papel de voz (junto a Renn Kiriyama) |
| 2009 | Kamen Rider × Kamen Rider W & Decade: Movie War 2010              | Philip/Kamen Rider Double                          | Papel principal                             |
| 2010 | Kamen Rider W Forever: A to Z/The Gaia Memories of Fate           | Philip/Kamen Rider Double, Katsumi Daido (boyhood) | Doble rol                                   |
| 2010 | Kamen Rider × Kamen Rider OOO & W Featuring Skull: Movie War Core | Philip/Kamen Rider Double                          | Papel principal                             |
| 2011 | OOO, Den-O, All Riders: Let's Go Kamen Riders                     | Philip/Kamen Rider Double                          | Cameo                                       |
| 2011 | Kamen Rider W Returns                                             | Philip/Kamen Rider Double, Katsumi Daido (boyhood) | Cameo, doble rol                            |
| 2011 | High School Debut                                                 | Fumiya Tamura                                      |                                             |
| 2011 | Kamen Rider × Kamen Rider Fourze & OOO: Movie War Mega Max        | Philip/Kamen Rider Double                          |                                             |
| 2012 | Kirin no Tsubasa: Gekijōban Shinzanmono                           | Tomoyuki Yoshinaga                                 |                                             |
| 2012 | Osama to Boku                                                     | Morio                                              |                                             |
| 2013 | Tomogui                                                           | Toma Shinogaki                                     |                                             |
| 2013 | Hidamari No Kanojo                                                | Shota Okuda                                        |                                             |
| 2013 | Danshi Kōkōsei no Nichijō                                         | Tadakuni                                           |                                             |
| 2014 | Soko nomi nite hikari kagayaku                                    | Takuji Oshiro                                      |                                             |
| 2014 | Kuragehime                                                        | Kuranosuke Koibuchi                                |                                             |
| 2015 | Assassination Classroom                                           | Karma Akabane                                      |                                             |
| 2015 | Piece of Cake                                                     | Kawatani                                           |                                             |
| 2016 | Destruction Babies                                                | Yuya Kitahara                                      |                                             |
| 2016 | Lost and Found                                                    | Yuya Kiyokawa                                      |                                             |
| 2016 | Pink and Gray                                                     | Daiki Kawata                                       |                                             |
| 2016 | Double Life                                                       | Takuya Suzuki                                      |                                             |
| 2016 | Setoutsumi                                                        | Seto                                               | Papel principal                             |
| 2016 | Assassination Classroom: Graduation                               | Karma Akabane                                      |                                             |
| 2016 | Death Note: Light Up the New World                                | Yūki Shien                                         | Papel principal                             |
| 2016 | Oboreru Knife                                                     | Kōichirō "Kō" Hasegawa                             | Papel principal                             |
| 2016 | Nanimono                                                          | Kōtarō Kamiya                                      | Papel principal                             |
| 2017 | Kiseki                                                            | Hide                                               | Papel principal                             |
| 2017 | Aa, Kōya                                                          | Shinji                                             | Papel principal                             |
| 2017 | Gintama                                                           | Shinpachi Shimura                                  |                                             |
| 2017 | Teiichi's Country                                                 | Teiichi Akaba                                      | Papel principal                             |
| 2017 | Uchiage Hanabi, Shita Kara Miru ka? Yoko Kara Miru ka?            | Norimichi Shimada                                  | Papel principal, voz                        |
| 2017 | Hibana: Spark                                                     | Tokunaga                                           | Papel principal                             |
| 2018 | Tonari no Kaibutsu-kun                                            | Haru Yoshida                                       | Papel principal                             |

## Discografía

### Sencillo
- Mita Koto mo Nai Keshiki (2017)

### Sencillos digitales
- Mita Koto mo Nai Keshiki (2016)

## Anuncios
| Año  | Empresa                       |
| ---- | ----------------------------- |
| 2016 | Sumitomo Life                 |
| 2016 | Yoshinoya                     |
| 2016 | Coca Cola Fanta               |
| 2016 | Kao                           |
| 2016 | Gunze                         |
| 2015 | Cygames                       |
| 2015 | KDDIau                        |
| 2015 | Recruit Lifestyle             |
| 2015 | Yamaha Motor Co.              |
| 2015 | Japan Sports Promotion Center |

## Premios y nominaciones
| Año  | Premio                                              | Categoría              | Resultado |
| ---- | --------------------------------------------------- | ---------------------- | --------- |
| 2015 | 24th Premios a la crítica sobre películas japonesas | Mejor actor de reparto | Ganador   |
| 2016 | 40th Premios Élan d'Or                              | Recién llegado del año | Ganador   |
| 2016 | 41st Hochi Film Award                               | Mejor actor de reparto | Nominado  |
| 2016 | 29th Premios Nikkan de Cine de deportes             | Mejor actor de reparto | Nominado  |
| 2017 | 38th Festival de Cine de Yokohama                   | Mejor actor de reparto | Ganador   |
| 2017 | 71st Mainichi Film Awards                           | Mejor actor de reparto | Nominado  |
| 2017 | 59th Premios Blue Ribbon                            | Mejor actor de reparto | Pendiente |
| 2017 | 26th Tokyo Sports Film Award                        | Mejor actor de reparto | Ganador   |